# Rodenstatt

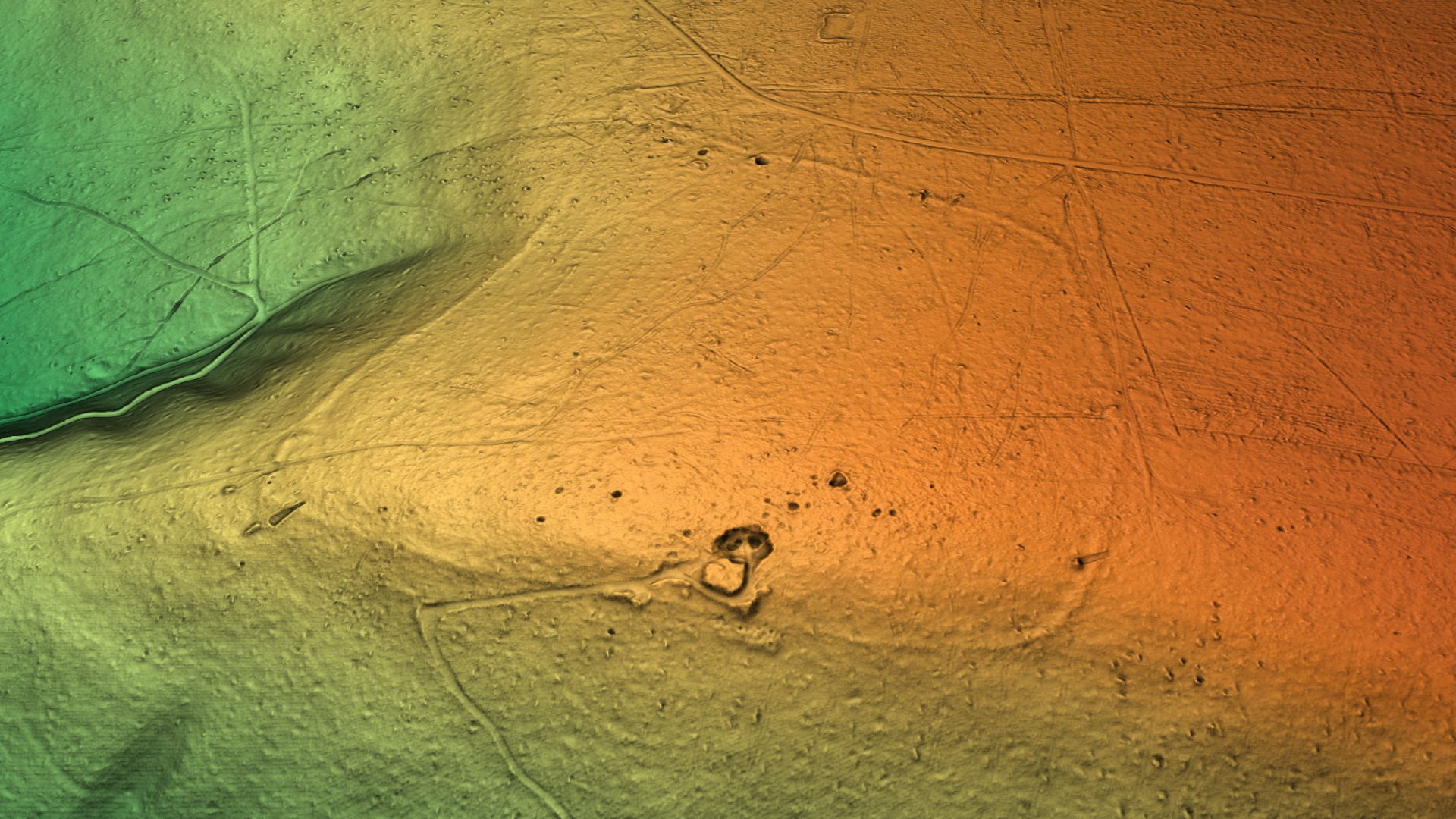
3D-Ansicht des digitalen Geländemodells

Die Rodenstatt ist eine ca. 12 ha große Wallburg beim Dorf Brakelsiek in Schieder-Schwalenberg, die in die Eisenzeit datiert wird und seit 1950 als Bodendenkmal unter Schutz steht.
Die Reste der Siedlungsanlage und ihrer Umwallung befinden sich etwa zwei Kilometer östlich der Ortslage Brakelsiek, unter Wald am Ostrand des Adamsberges in 405 m Höhe. Sie endet nach Nordwesten in dem bewaldeten Steilhang Rodenstätter Wand. 
Nach lokaler Überlieferung war die Anlage von einem Wall umgeben, der aber nach und nach durch Steinraub geschleift wurde. Die Nordwestecke der Anlage ist durch eine zwischen 1781 und 1826 dort betriebene Ziegelei und Töpferei fast vollständig zerstört.
Der Heimatforscher Leo Nebelsiek führte 1949 in dem Areal eine Probegrabung durch und konnte in den Wallresten Anzeichen für eine Stein-Holz-Erde-Konstruktion feststellen. 1966 erfolgte eine weitere Ausgrabung durch Friedrich Hohenschwert mit einer anschließenden C-14 Untersuchung zur Altersbestimmung der Anlage. 